# Kapgang
Pour plus de détails, voir Fiche technique et Distribution.
Kapgang est un film danois réalisé par Niels Arden Oplev, sorti en 2014.

## Fiche technique
- Titre français : Kapgang
- Réalisation : Niels Arden Oplev
- Scénario : Bo Hr. Hansen d'après le roman de Morten Kirkskov
- Pays d'origine :  Danemark
- Format : Couleurs - 2,35:1
- Genre : Drame
- Date de sortie : 2014

## Distribution
- Villads Bøye : Martin
- Anders W. Berthelsen : Hans
- Sidse Babett Knudsen : Lizzi
- Frederik Winther Rasmussen : Kim
- Kraka Donslund Nielsen : Kristine
- Anette Støvelbæk : Mona Damefrisør
- Anne Louise Hassing : Helle Friis
- Stine Stengade : Maya
- David Dencik : Pelli
- Pilou Asbæk : Onkel Kristian
- Morten Holst : Tjener